# Aulospora
Aulospora är ett släkte av svampar. Aulospora ingår i divisionen sporsäcksvampar och riket svampar.